# Агнија
Агнија и Агница су женска српска имена, чије порекло није сасвим јасно. Према једном тумачењу, „агни“ симболизује огањ. Према другом, имена потичу од грчке речи hagnos (αγνος) која значи „чист“, „частан“, „невин“, слично као и код имена Агнеса.   

## Познате личности
- Агнија Римска